# Arka Records
Arka Records — американський лейбл звукозапису.

## Історія
Заснований у Нью-Йорку на початку 1950-х років Ярославом Пастушенко та Романом Поритко, власниками крамниці Arka. Лейбл вирізнявся своїм репертуаром, який складався виключно із записів українських солістів та хорів, що перебували у західному світі на той час. Єдиний виняток — кілька записів львівського хору «Сурма», скопійованих з польського лейблу «Syrena-Electro» 1934 року.
Паперові етикетки були різного дизайну та кольору, залежно від серій, які починалися зі 100 (номери приблизно до 150 належали канадській філії), 200, 400, 500 та 600.
На платівках можна знайти записи таких виконавців: сопрано Є. Мозгова, Н. Андрусів, тенори: М. Скала-Старицький, О. Руснак, В. Тисяк, баритон М. Мінський, нью-йоркський хор «Думка», Візантійський хор, ансамбль бандуристів Левицького і Юркевича, ансамбль бандуристів імені Г. Хоткевича, Р. Левицький, А. Рудницький, К. Стеценко платівки з танцювальною та легкою музикою, аранжування І. Недільського, М, Леонтовича, казки І. Лаврівської.
Загальна кількість платівок «Арки» — близько 100. Наразі лейбл не існує.